# Lacrymosa
«Lacrymosa» — седьмой трек альбома The Open Door группы Evanescence. Песня включает в себя последовательность Lacrimosa dies illa из реквиема Моцарта. Она использовалась в рекламном трейлере к The Open Door. По словам Эми Ли, изначально писалась для фильма Хроники Нарнии: Лев, колдунья и волшебный шкаф, но в итоге не вошла в саундтрек. «Я думала, будет здорово начать фильм с этой песни, но хотели чего-то оригинального», — говорит Ли относительно кавера на Моцарта.

22 оркестр под руководством Дейва Кемпбелла (с которым Evanescence уже работали на Billboard Music Awards 2004) и хор «Миллениум» служили отличным дополнением к вокалу Ли. Трек был записан в часовне вблизи Сиэтла, штат Вашингтон. И хотя оригинальная версия звучала в тональности d-moll, эта песня была сыграна в e-moll.
Дэвид Кэмпбелл — огромный источник вдохновения для меня. Он очень талантливый. Способ, которым он создает такие оркестровые партии, просто классный. Это элемент нашей музыки, который заставляет меня плакать.
Эми Ли
«Lacrymosa» — также научное название вида моли, известной как Catocala lacrymosa или Tearful Underwing. Упоминание этого вида встречается в брошюре к The Open Door и на обложке радиосингла «Sweet Sacrifice».

## История создания песни
Слово «Lacrymosa» означает что-то связанное с печалью. Я посмотрела «Амадей», когда мне было девять, и влюбилась в Моцарта. Часть произведения Моцарта «Requiem», называемая «Lacrimosa», — моя любимая. Я всегда хотела, чтобы мы сделали кавер, а с гитарами и компьютерной обработкой получилось просто отлично. Это одна из песен, в которой я попыталась воплотить все, что хотела, но не могла раньше, так я начала возиться с программой Pro Tools. Терри написал несколько гитарных партий и превратил песню в отличный эпический метал.
Эми Ли

## В других СМИ
«Lacrymosa» играет фоном в рекламе новой серии The Tudors.